# 學姊想要謀殺我
《學姊想要謀殺我》是助野嘉昭的少年漫畫作品。於《Magazine Pocket》2019年12月5日開始連載，連載至2021年1月14日完結。單行本全3冊。

## 概要
完美无瑕的大小姐（巨乳） x 小動物般的男孩！學生會成员山田律感到自己的生命處於危險之中。 才華洋溢的學生會長神宫寺澪，用她引以為傲的武器（胸器）對他百般攻擊！ 律看到這一點，让他确信 「她是打算来殺掉我的！」律的心臟能承受得住澪的猛烈攻势嗎？ 澪的真實想法是什麼？

## 角色介绍
山田律
本作的男主角。 年齡：16歲，身高：148cm，身材矮小，戴眼鏡，個性膽怯。
私立自由之濱學院1年級學生。 學院裡擔任學生會雜務。
每當他因為澪太過親近自己時，他的心跳就會變得非常快，讓他感到自己的生命受到威脅，擔心自己會被會長殺死。 非常喜歡英雄系列裡 “五行連隊”的漫畫。
神宫寺澪（聲：熊谷海丽 (PV））
本作的女主角。 年齡：18歲，身高：169cm，身材高挑，胸部大而柔软，據本人親口說自己胸圍大約有1m。 實際胸圍：106cm，頭腦聰慧，秀麗端莊，是全校學生的憧憬人物。
私立自由之濱學院3年級學生。 在學院裡擔任學生會會長。
她非常喜歡律，每次都會參考兄長推薦的戀愛漫畫来制造一连串的小意外將自己的感情傳達給律，但是每次都让律誤以為會長想要謀殺自己。
田中千寻
私立自由之濱學院3年級學生。 學院裡擔任學生會秘書。
她非常在意自己身高和胸部，當有人向她指出這一點時，她會非常生氣。
山口小桃
私立自由之濱學院1年級學生。 學生會成員。
非常仰慕澪，為了能再見到澪從而轉校到私立自由之濱學院。 是個冒失娘，每當跟律在一起都會碰到「幸運色狼」事件。
大門光
侍奉神宮寺家的女僕，偶爾會被澪要求協助自己攻略律。
神宫寺昌
澪的兄長，推薦戀愛漫畫給澪的罪魁禍首。

## 出版資訊
| 卷數 | 講談社        | 講談社                 | 東立出版社    | 東立出版社             |
| 卷數 | 發售日期      | ISBN                   | 發售日期      | ISBN                   |
| ---- | ------------- | ---------------------- | ------------- | ---------------------- |
| 1    | 2020年7月3日  | ISBN 978-4-06-519741-7 | 2023年9月14日 | ISBN 978-957-26-9928-7 |
| 2    | 2020年11月4日 | ISBN 978-4-06-521278-3 | 2025年8月4日  | ISBN 978-957-26-9929-4 |
| 3    | 2021年3月4日  | ISBN 978-4-06-522649-0 |               |                        |

## 外部連結
- 漫畫官網 （页面存档备份，存于）
- 官方Twitter （页面存档备份，存于）